# 제이워크
제이워크(영어: J-Walk)는 대한민국의 남성 그룹이며 제이워크는 무단횡단이라는 뜻이다.
팬덤명은 무단횡단에 착안하여 폴리스이다. 제이워크의 소속사는 에이앤지모즈이다.

## 결성
장수원과 김재덕은 1997년, DSP미디어가 런칭한 보이그룹 젝스키스의 멤버로 가요계에 데뷔해 함께 활동하였다. 젝스키스는 1997년부터 2000년까지 총 4장의 정규앨범을 발매해 H.O.T.와 더불어 90년대 후반 한국 가요계에서 가장 큰 인기를 얻은 보이그룹으로 평가받으며 왕성한 활동을 보였으나, 2000년 5월 갑작스러운 해체 발표와 함께 활동을 종료했다.
젝스키스 해체 이후, 장수원과 김재덕은 같은 대학교에서 학교생활을 시작하며 급속도로 가까워졌으며 이들은 SPEC이라는 댄스스쿨 겸 안무팀을 창립했다. SPEC에서 클릭비의 안무를 맡기도 한 이들은 2002년 제이워크를 결성하고 1집 《Suddenly》를 발매하며 활동을 시작했다. 《Suddenly》는 케이블 음악 프로그램에서 1위를 차지하기도 하는 등 발매와 동시에 큰 인기를 끌었으며, 동시에 각종 예능 프로그램의 게스트로 출연하기도 하였다. 2002년 7월 28일, 공식 팬클럽 POLICE의 1기 창단식이 열렸다. 2002년 10월 연달아 정규 2집 《Someday》를 발표하고 이듬 해 1월까지 활동하였으며, 2002년 SBS 가요대전에서 강성훈과 함께 인기상을 수상하였다. 2003년 2월에는 서울과 부산에서 콘서트를 열기도 하였다.
2004년 제이워크는 클릭비와 함께 프로젝트 그룹 JNC를 결성하여 활동을 시작했다. 타이틀 곡 《하루가 지나고》는 음악 프로그램에서 여러차례 상위권 차트에 드는 등 인기를 누렸고, 라디오 방송과 예능 프로그램을 위주로 활동하였다. 그러던 2005년 4월, 클릭비 멤버 김상혁이 음주운전 사고를 일으켜 자숙에 들어가며 클릭비의 활동이 중단되었고, 동시에 JNC의 활동도 중단되었다. JNC 이후 김재덕과 장수원은 각자 개인활동에 돌입하여 김재덕은 예능 프로그램의 게스트로 출연하며 활동을 이어갔다. 또한 두 사람이 결성한 댄스학원 SPEC의 운영을 이어갔다.
2007년 10월, 5년만에 이들의 신규 싱글 《여우비》가 공개되었고 같은 기간에 컴백한 은지원과 함께 합동 무대를 가지는 등 활발히 활동하였다. 《여우비》의 활동 직후인 2008년 6월 4일 김재덕은 현역으로 군에 입대하였고, 국방홍보지원대에서 연예병사로 복무하다 2010년 4월 21일 만기 전역하였다. 장수원 역시 2009년 12월 30일 늦은 나이에 현역으로 입대하여 2011년 10워 20일 만기전역하였다. 두 멤버의 군 복무로 인해 2009년 정규 3집 《My Love》는 앨범만 공개하고 일체의 방송활동도 하지 않았다.
두 멤버의 전역 이후 2012년부터 제이워크는 활동을 재개하여 몇 차례의 싱글 앨범을 발표하며 활동을 이어갔다. 특히 장수원이 2013년 특집 드라마 《사랑과 전쟁》에서 소위 '발연기' 로 큰 인기를 끌면서 각종 예능 프로그램에서 맹활약하였다. 2016년 4월, 젝스키스의 재결합으로 활동이 잠시 중단되었으나 2018년 6월 팬미팅을 개최하였다.

## 앨범
- 2002년 1집 《Suddenly》
- 2002년 2집 《Someday》
- 2007년 싱글 《여우비》
- 2009년 3집 《My Love》
- 2009년 싱글 《사랑한다 외쳐요》
- 2011년 싱글 《Get On The FlooR》
- 2013년 싱글 《프라프치노》
- 2013년 미니앨범 (4집) 《애써》
- 2014년 싱글 《무슨말이 필요해》
- 2014년 싱글 《비나이다》

## 사진

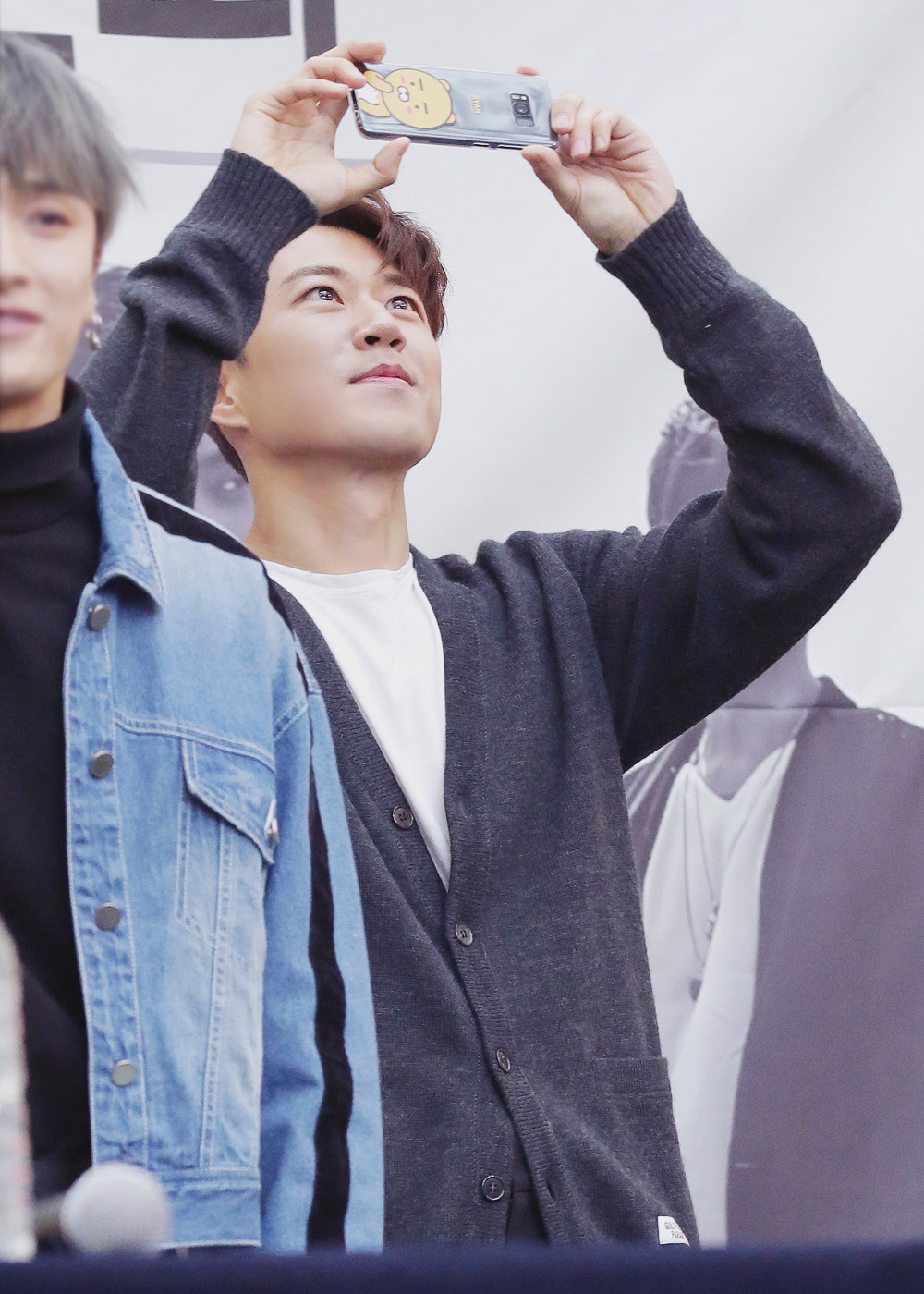
장수원
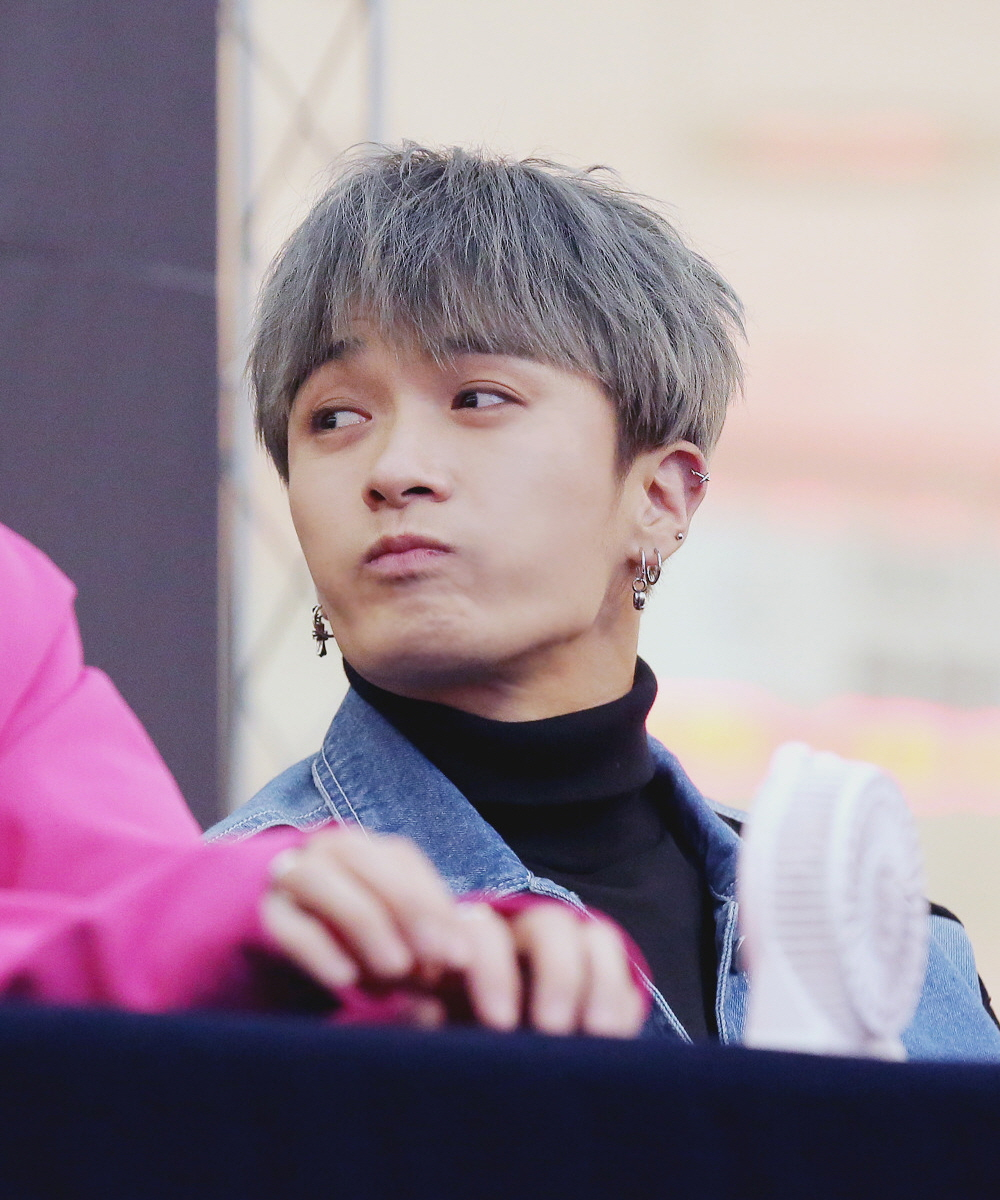
김재덕

## 같이 보기
- 젝스키스
- 강성훈

## 수상
- 2002년 - SBS 가요대전 인기상